# Argamasilla de Alba
Argamasilla de Alba és un municipi de la província de Ciudad Real a la comunitat autònoma de Castella-La Manxa. Limita amb Tomelloso, Manzanares, La Solana, Ruidera, Alhambra i Alcázar de San Juan.